# Represa Hoover
A Barragem Hoover ou Represa Hoover (em inglês: Hoover Dam) é uma represa localizada entre os estados de Nevada e Arizona, nos Estados Unidos, no rio Colorado. A represa, localizada a 48 km de Las Vegas, foi nomeada em homenagem a Herbert Hoover, o 31.º Presidente dos Estados Unidos, que foi muito importante no processo de construção da represa.
A albufeira (ou "açude" em português brasileiro) que funciona como reservatório é o Lago Mead, que presta uma homenagem a Elwood Mead. A Barragem de Hoover é considerada o maior projeto dos Estados Unidos da América.
A represa foi designada, em 8 de abril de 1981, uma estrutura do Registro Nacional de Lugares Históricos bem como, em 20 de agosto de 1985, um Marco Histórico Nacional.

## Construção

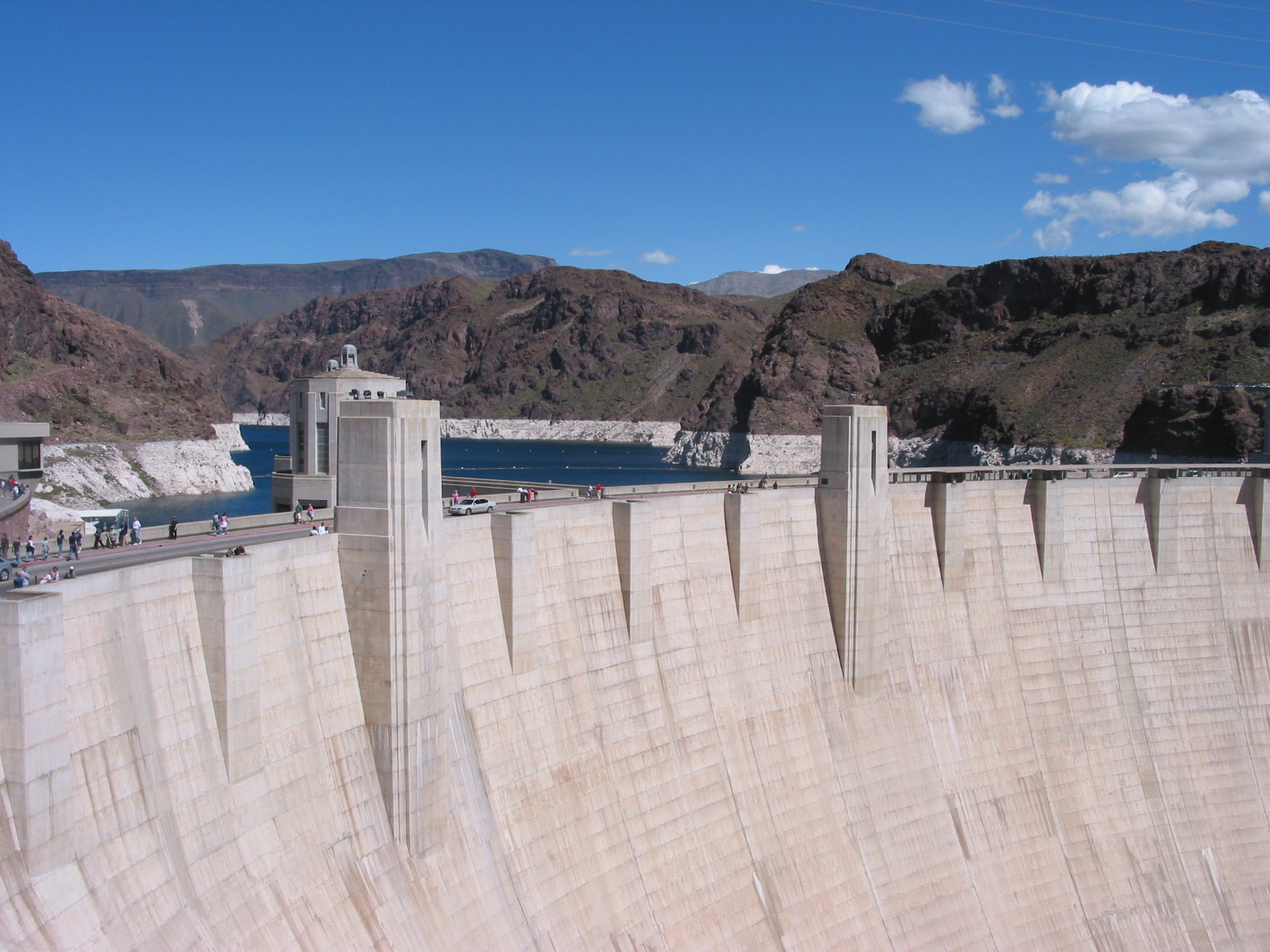
Represa vista da U.S. Route 93, mostrando a parte do Lago Mead.

### Boulder City
A cidade de Boulder City foi construída pelo Gabinete de Reclamações dos EUA para abrigar os trabalhadores que auxiliavam na construção da represa. Uma lembrança dos tempos da construção da represa é a proibição dos jogos de azar no território da cidade, sendo que somente Panaca também proíbe o jogo no estado de Nevada. Outra lei que havia na cidade era a proibição das bebidas alcoólicas, derrubada em 1969.

### Estatísticas
A construção foi iniciada em 20 de abril de 1931 e terminada em 1 de março de 1936, dois anos antes do prazo estipulado, custou 48 milhões de dólares, aproximadamente 676 milhões de dólares atuais (devido à inflação) e morreram 96 pessoas durante todo o processo. A represa mede 221,4 m de altura, 379,2 m de largura, 200 m de espessura na base e 15 m no topo. Sua capacidade instalada de produção é de 2 078 MW.